# Hillsong Music
Hillsong Music é uma gravadora de música cristã, sediada em Sydney, Austrália. 

## História
Hillsong Worship, um grupo de louvor da Hillsong Church, formado em 1983, lançou seu primeiro álbum "Spirit and truth" em 1988. "Show Your Glory" se seguiria em 1990. É neste contexto que Hillsong Music nasceu em 1991.   Em 1992, um primeiro concerto "The power of your love" foi trazido para a tela. A música "Shout to the Lord", escrita por Darlene, que se tornou um sucesso, contribuirá para a notoriedade da Hillsong Music.  Em 1998, Hillsong United foi adicionado, durante um acampamento de jovens no verão.
No nível internacional, a Hillsong Music teve uma influência importante na música cristã contemporânea. 
Em 2013, Hillsong music havia vendido mais de 14 milhões de álbuns. 
Em 2018, Brian Houston afirmou que todas as músicas de Hillsong são revisadas por teólogos. 